# Francisco Fernandes Costa
Francisco José Fernandes Costa (Lousã, Foz de Arouce, 19 de abril de 1867 – Figueira da Foz, 19 de julho de 1925) foi um jurista e político do período da Primeira República Portuguesa.

## Biografia
Foi membro do Partido Republicano Português, tendo acompanhado as sucessivas dissidências e recomposições partidárias que deram origem ao Partido Evolucionista, ao Partido Liberal Republicano e ao Partido Republicano Nacionalista nos quais militou. Entre 1908 e 1911 foi o 1.º e único Grão-Mestre do Grande Oriente Português.
Protagonizou um dos mais bizarros incidentes da Primeira República, bem demonstrativos da crónica instabilidade do tempo, quando tendo sido oficialmente nomeado para as funções de presidente do Ministério, a 15 de janeiro de 1920, foi obrigado a demitir-se no mesmo dia, sem tomar oficialmente posse, naquele que ficou conhecido como o "Governo dos Cinco Minutos".
Foi governador civil do distrito de Coimbra em 1910, ministro da Marinha e Colónias (1912–1913; 1915), ministro do Comércio (1921) e ministro da Agricultura (30 de agosto a 3 de setembro de 1921).
Colaborou nas revistas Tiro civil (1895–1903), Brasil-Portugal (1899–1914) e Revista de turismo iniciada em 1916.
Nunca aceitou condecorações, por ser maçom.

## Obras
- A Viagem da Índia (1896) — poemeto em dois cantos, associado às comemorações centenárias da Índia.[8]